# Pyrausta masculina
Pyrausta masculina là một loài bướm đêm trong họ Crambidae.